# WANNA BE THE PIANO MAN
『WANNA BE THE PIANO MAN』（ワナ・ビー・ザ・ピアノ・マン）はビリー・ジョエルのトリビュート・アルバムである。2006年11月29日発売。

## 解説
2006年にデビュー35周年を迎えたビリー・ジョエルのヒット曲の数々を、日本のアーティストたちが多彩なアレンジでカバーした企画アルバムである。 

## 収録曲・参加アーティスト
1. オネスティ （原題：HONESTY） / K
2. ロンゲスト・タイム （原題：THE LONGEST TIME） / ゴスペラーズ
3. 素顔のままで （原題：JUST THE WAY YOU ARE） / 槇原敬之
4. ストレンジャー （原題：THE STRANGER） / 大黒摩季
5. ニューヨークの想い （原題：NEW YORK STATE OF MIND） / 綾戸智絵
6. アップタウン・ガール （原題：UPTOWN GIRL） / SUEMITSU & THE SUEMITH
7. ピアノ・マン （原題：PIANO MAN） / Sowelu
8. 夜空のモーメント （原題：LEAVE A TENDER MOMENT ALONE） / 古内東子
9. ベイビー・グランド （原題：BABY GRAND） / Skoop On Somebody
10. マイ・ライフ （原題：MY LIFE） / DEPAPEPE
11. そして今は… （原題：AND SO IT GOES） / 渡辺美里